# 古河財閥
古河財閥是由古河市兵衛成立，日本十五大財閥之一，財閥源頭可追溯至1875年創立的古河本店。

## 歷史
1884年，本所煉銅所建立；山田電纜所建立。
1896年，橫濱電力電纜製造公司成立。
1906年，日光電解銅精煉廠建立。
1920年，橫濱電線製造公司和古河礦業的日光電解銅精煉廠合併成立古河電氣工業株式會社。
1938年，在尼崎市設立大阪伸銅所。
1959年，在平塚市設立平塚電纜廠。
1961年，在千葉縣市原市設立千葉電纜廠並開始運作。
1968年，在馬來西亞設立電纜製造合資公司Furukawa Electric Cables (Malaysia) Sdn.Bhd.（FECM）。
1971年，在三重縣龜山市設立三重工廠。
1972年，與西德W.C. Heleus合作設立古河精密金屬工業株式會社，製造電子設備零部件的精密加工產品。
1974年，與三井物產在巴西合作，成立古河工業S.A. Produtos Electricos （FISA）；在新加坡設立合資公司Asia Cable Engineering Co., Pte. Ltd.（ACECO），從事高壓輸電線的鋪設工程。
1977年，作為巴西FISA公司，在巴拉那州庫裡提巴市完成通信電纜工程；在印度尼西亞成立合資公司，P.T. Tembaga Mulia Semanan（TMS），製造銅線。
1979年，曼谷電信股份有限公司成立，作為合資企業，在泰國製造通信電纜。
1983年，古河鋁業福井廠成立於福井縣坂井郡三國町福井沿海工業區；泰國古河unicomm有限公司成立於泰國，為通信提供施工工程。
1987年，橫濱研究所建成。
1990年，與Albedo聯合收購美國銅箔製造商Yates產業。
1992年，光纖光纜製造和銷售公司在美國成立，作為與AT&T的合資企業。
1996年，在越南建立了銅線製造和銷售公司。在中國天津市建立了汽車零部件製造和銷售公司。
1997年，高壓交聯聚乙烯電力電纜製造公司在中國開始生產；電子製造子公司在泰國成立；電子零部件製造子公司在泰國成立；汽車連接線業務的聯合組織在香港成立。
1999年，以WDM相關業務正式進軍北美。
2000年，在中國與日立電線株式會社成立合資公司，主要製造銅管。
2001年，在印度尼西亞成立光纖光纜製造合資公司；電力電纜部和藤倉株式會社組成商業合作；收購朗訊科技光纖方案業務；在捷克共和國成立新的汽車零部件公司。
2002年，在中國無錫成立伸銅產品的製造和銷售公司；在中國成立銅條製造公司；在中國江蘇建立光纖複合高架接地線（OPGW）附屬公司。
2003年，在印度尼西亞成立新的汽車零部件公司；古河輕金屬株式會社與天空鋁業株式會社合併，建立了古河天空鋁業株式會社；開始與法國公司Valeo合作，製造汽車連接線。
2005年，與古河INDUSTRIAL CABLE（株）統合產業電線事業，成立古河電工產業電線（株）；就收購交聯發泡聚烯烴材料行業的大型企業「德國Trocellen公司」達成協議。
2007年，因汽車零部件事業部門的合併，成立古河AS株式會社。
2008年，兼併子公司古河CIRCUIT FOIL株式會社。
2009年，於印度成立光纖光纜製造公司；成立新一代電源裝置技術研究組織。
2010年，美國子公司OFS公司與中國企業合資設立光纖母材製造公司。
2011年，在台灣設立鋰離子電池用電解銅箔的製造與銷售公司；收購美國高溫超導線材製造公司SuperPower。
2013年，在土耳其設立駐外辦事處。
2014年，在墨西哥設立LAN解決方案產品的銷售公司；在泰國設立汽車零部件的統括公司；在哥倫比亞設立光纜的製造和銷售公司。
2015年，設立Furukawa UACJ Memory Disk Co., Ltd.；在越南設立輸配電零部件的合資公司。
2016年，與發那科公司（FANUC）合資設立高功率激光二極管組件生產企業；在緬甸設立當地法人，開展以通信工程為中心的解決方案事業；接手VISCAS公司的地下及海底輸電線事業。